# Sremska Kamenica
Sremska Kamenica (izvirno srbsko Сремска Каменица, hrvaško Srijemska Kamenica, madžarsko Kamanc) je naselje v Srbiji, ki upravno spada pod Občino Petrovaradin; slednja pa je del Južnobačkega upravnega okraja.V Sremski Kamenici že od leta 1895 dalje policijska šola, v različnih obdobljih različno poimenovana. 

## Demografija
V naselju živi 8870 polnoletnih prebivalcev, pri čemer je njihova povprečna starost 38,5 let (37,6 pri moških in 39,3 pri ženskah). Naselje ima 3789 gospodinjstev, pri čemer je povprečno število članov na gospodinjstvo 2,92.
To naselje je, glede na rezultate popisa iz leta 2002, v glavnem srbsko.
|  |

| Demografija | Demografija     | Demografija     |
| Leto        | Št. prebivalcev | Št. prebivalcev |
| ----------- | --------------- | --------------- |
|             |                 |                 |
|             |                 |                 |
|             |                 |                 |
|             |                 |                 |
| 1948        | 2491            |                 |
| 1953        | 2849            |                 |
| 1961        | 3646            |                 |
| 1971        | 5051            |                 |
| 1981        | 7532            |                 |
| 1991        | 7955            | 7753            |
| 2002        | 11748           | 11205           |
|             |                 |                 |

| Etnična sestava po popisu iz leta 2002 | Etnična sestava po popisu iz leta 2002 | Etnična sestava po popisu iz leta 2002 | Etnična sestava po popisu iz leta 2002 | Etnična sestava po popisu iz leta 2002 |
| -------------------------------------- | -------------------------------------- | -------------------------------------- | -------------------------------------- | -------------------------------------- |
| Srbi                                   | Srbi                                   |                                        | 8.806                                  | 78,58%                                 |
| Hrvati                                 | Hrvati                                 |                                        | 561                                    | 5,00%                                  |
| Jugoslovani                            | Jugoslovani                            |                                        | 358                                    | 3,19%                                  |
| Madžari                                | Madžari                                |                                        | 256                                    | 2,28%                                  |
| Črnogorci                              | Črnogorci                              |                                        | 141                                    | 1,25%                                  |
| Slovaki                                | Slovaki                                |                                        | 102                                    | 0,91%                                  |
| Rusini                                 | Rusini                                 |                                        | 69                                     | 0,61%                                  |
| Makedonci                              | Makedonci                              |                                        | 38                                     | 0,33%                                  |
| Ukrajinci                              | Ukrajinci                              |                                        | 34                                     | 0,30%                                  |
| Romuni                                 | Romuni                                 |                                        | 21                                     | 0,18%                                  |
| Nemci                                  | Nemci                                  |                                        | 20                                     | 0,17%                                  |
| Slovenci                               | Slovenci                               |                                        | 15                                     | 0,13%                                  |
| Muslimani                              | Muslimani                              |                                        | 14                                     | 0,12%                                  |
| Goranci                                | Goranci                                |                                        | 10                                     | 0,08%                                  |
| Rusi                                   | Rusi                                   |                                        | 7                                      | 0,06%                                  |
| Bunjevci                               | Bunjevci                               |                                        | 7                                      | 0,06%                                  |
| Bošnjaki                               | Bošnjaki                               |                                        | 4                                      | 0,03%                                  |
| Čehi                                   | Čehi                                   |                                        | 3                                      | 0,02%                                  |
| Albanci                                | Albanci                                |                                        | 3                                      | 0,02%                                  |
| Romi                                   | Romi                                   |                                        | 2                                      | 0,01%                                  |
| Bolgari                                | Bolgari                                |                                        | 2                                      | 0,01%                                  |
| Neznano                                | Neznano                                |                                        | 117                                    | 1,04%                                  |